# Новаки Бистрански
Новаки Бистрански су насељено место у саставу општине Бистра у Загребачкој жупанији, Република Хрватска.

## Историја
До територијалне реорганизације у Хрватској налазили су се у саставу старе загребачке приградске општине Запрешић.

## Становништво
На попису становништва 2011. године, Новаки Бистрански су имали 763 становника.

## Попис1991.
На попису становништва 1991. године, насељено место Новаки Бистрански је имало 873 становника, следећег националног састава:
| Попис 1991.‍  | Попис 1991.‍  | Попис 1991.‍ | Попис 1991.‍ | Попис 1991.‍ |
| ------------ | ------------ | ----------- | ----------- | ----------- |
|              |              |             |             |             |
| Хрвати       | Хрвати       |             | 860         | 98,51%      |
| Југословени  | Југословени  |             | 5           | 0,57%       |
| Словенци     | Словенци     |             | 1           | 0,11%       |
| Чеси         | Чеси         |             | 1           | 0,11%       |
| неопредељени | неопредељени |             | 1           | 0,11%       |
| непознато    | непознато    |             | 5           | 0,57%       |
| укупно: 873  |              |             |             |             |